# Carex oxyandra
Carex oxyandra är en halvgräsart som först beskrevs av Adrien René Franchet och Paul Amédée Ludovic Savatier, och fick sitt nu gällande namn av Yûshun Kudô. Carex oxyandra ingår i släktet starrar, och familjen halvgräs.

## Underarter
Arten delas in i följande underarter:
- C. o. oxyandra
- C. o. pauzhetica